# Cuerno Verde
Cuerno Verde (? - 3 de setembre de 1779) era un cabdill dels comanxes mort el 1779 pel capità espanyol Juan Bautista de Anza en una expedició a Texas (EUA).

## Biografia
Cuerno Verde fou el nom que li van donar els espanyols al cap Tabivo Naritgant per les banyes tintats de verd que duia al casc a la batalla. La traducció del nom original comanxe és "home perillós". Ell va heretar tant el seu nom com el seu casc distintiu del seu pare, que va morir en combat contra els espanyols a Ojo Caliente, en el que avui és Nou Mèxic, a l'octubre de 1768.
L'èxit d'una sèrie d'atacs dirigits pel jove Tabivo Naritgant a Nou Mèxic durant mitjans dels 1770 va cridar l'atenció del virrei espanyol a la Nova Espanya. El virrei va oferir Juan Bautista de Anza el càrrec de Governador de Nou Mèxic a canvi que eliminés Tabivo Naritgant. De Anza es va traslladar a Nou Mèxic, va assumir el càrrec de Governador i durant un any va estudiar trobades amb Cuerno Verde i expedicions anteriors contra ell. Un any més tard, l'agost de 1779, de Anza va portar una força mixta de 500 a 800 soldats espanyols i auxiliars ute, apache i pueblo en una expedició de càstig contra els comanxes.
Les forces espanyoles i comanxes es van trobar en una sèrie de batalles campals entre el 31 d'agost i el 3 de setembre de 1779; Tabivo Naritgant va ser mort en combat, amb el seu fill primogènit, i uns altres quinze, el 3 de setembre en algun lloc entre les ciutats actuals de Pueblo (Colorado) i Colorado City (Colorado), probablement en un barranc del riu Saint Charles. Les hostilitats a la zona disminuir després de la seva mort.
La toca de "banya verda" de Cuerno Verde va ser presa des del camp de batalla i es va presentar al virrei per de Anza. El virrei, al seu torn presentar la toca al Rei d'Espanya. El Rei, al seu torn, va presentar la toca al Papa. La toca roman en exhibició al Museu Vaticà a Roma.
Encara que Anza es va referir a ell com a "flagell cruel" i va anotar als seus diaris les atrocitats que se li atribuïen, molts comanxes moderns posen en dubte la veracitat de les declaracions d'Anza i sostenen que Tabivo Naritgant només estava complint amb les obligacions d'un líder comanxe de l'època.

## Llegat
Tabivo Naritgant va donar la traducció anglesa del seu nom espanyol a la Muntanya Greenhorn i a la vall Greenhorn al centre-sud de Colorado.